# Tammy Wynette
Virginia Wynette Pugh, más conocida como Tammy Wynette (Tremont, Mississippi, 5 de mayo de 1942-Nashville, 6 de abril de 1998), fue una cantante y compositora estadounidense de country, considerada una de las mejores vocalistas femeninas del género.
Conocida como la "Primera Dama del Country" su canción más popular "Stand by Your Man", fue uno de los sencillos con mejores ventas en la historia de la música country. Muchos de los éxitos de Wynette tocaban temas clásicos como la soledad, el divorcio y las dificultades en las relaciones hombre-mujer. Entre finales de los años 60 y principios de los 70 dominó las listas de ventas con 17 números uno.
Junto a Loretta Lynn y Dolly Parton, definió el rol de las vocalistas femeninas en la década de 1970.
En 1994 publicó el álbum de duetos Without Walls, para el cual colaboraron figuras tan dispares como Elton John, Lyle Lovett, Sting y Smokey Robinson.
Wynette murió durante una siesta en el sofá de la sala de su casa de Nashville, el 6 de abril de 1998 a los 55 años. Se creía que la causa de su muerte había sido un coágulo de sangre en los pulmones; sin embargo, nunca se estableció el momento de su muerte y no se realizó una autopsia.